# Timnath
Timnath és una població dels Estats Units a l'estat de Colorado. Segons el cens del 2000 tenia 223 habitants.

## Demografia
Segons el cens del 2000, Timnath tenia 223 habitants, 88 habitatges, i 62 famílies. La densitat de població era de 374,4 habitants per km².
Dels 88 habitatges en un 34,1% hi vivien nens de menys de 18 anys, en un 56,8% hi vivien parelles casades, en un 5,7% dones solteres, i en un 29,5% no eren unitats familiars. En el 22,7% dels habitatges hi vivien persones soles el 6,8% de les quals corresponia a persones de 65 anys o més que vivien soles. El nombre mitjà de persones vivint en cada habitatge era de 2,53 i el nombre mitjà de persones que vivien en cada família era de 3,03.
Per edats la població es repartia de la següent manera: un 30,5% tenia menys de 18 anys, un 0,9% entre 18 i 24, un 35,9% entre 25 i 44, un 25,6% de 45 a 60 i un 7,2% 65 anys o més.
L'edat mediana era de 39 anys. Per cada 100 dones de 18 o més anys hi havia 98,7 homes.
La renda mediana per habitatge era de 51.250 $ i la renda mediana per família de 55.000 $. Els homes tenien una renda mediana de 41.250 $ mentre que les dones 29.375 $. La renda per capita de la població era de 27.089 $. Entorn del 7,7% de les famílies estaven per davall del llindar de pobresa.

## Poblacions més properes
El següent diagrama mostra les poblacions més properes.